# Nudochernes lucifugus
Espèce
Nudochernes lucifugus est une espèce de pseudoscorpions de la famille des Chernetidae.

## Distribution
Cette espèce se rencontre en Ouganda et en Tanzanie.

## Liste des sous-espèces
Selon Pseudoscorpions of the World (version 3.0) :
- Nudochernes lucifugus lucifugus Beier, 1935
- Nudochernes lucifugus meruensis Beier, 1962

## Publications originales
- Beier, 1935 : Arachnida I. Pseudoscorpionidea. Mission Scientifique de l'Omo, Muséum National d'Histoire Naturelle, Paris. vol. 2, p. 117-129
- Beier, 1962 : Pseudoscorpionidea. Mission zoologique de l'I.R.S.A.C. en Afrique orientale. (P. Basilewsky et N. Leleup, 1957). Annales du Musée de l'Afrique Centrale, Zoologie, vol. 8, no 107, p. 9-37.